# Лука (Черкаський район)
Лука́ — село в Україні, у Черкаському районі Черкаської області, підпорядковане Канівській міській громаді. Населення 371 чоловік, дворів — 259 (на 2007 рік).
В селі працює клуб, загальноосвітня школа І-ІІ ступенів, фельдшерсько-акушерський пункт.

## Історія
Село засноване на лівобережних луках річки Росі, попід горами, які своїми підніжжями колись спускалися до води, згадується у першій половині 17 століття, як село з 10 дворами.
У 1917—1921 роках влада у селі змінювалась кілька разів
У 1930 році, під кінець примусової колективізації, тут з'явився колгосп «Серп і молот». Активними борцями за його створення були брати Піскові: Сосой та Лікандр.

## Пам'ятки
- Майчина гора — заповідне урочище місцевого значення.